# St. Martin (Hechenwang)

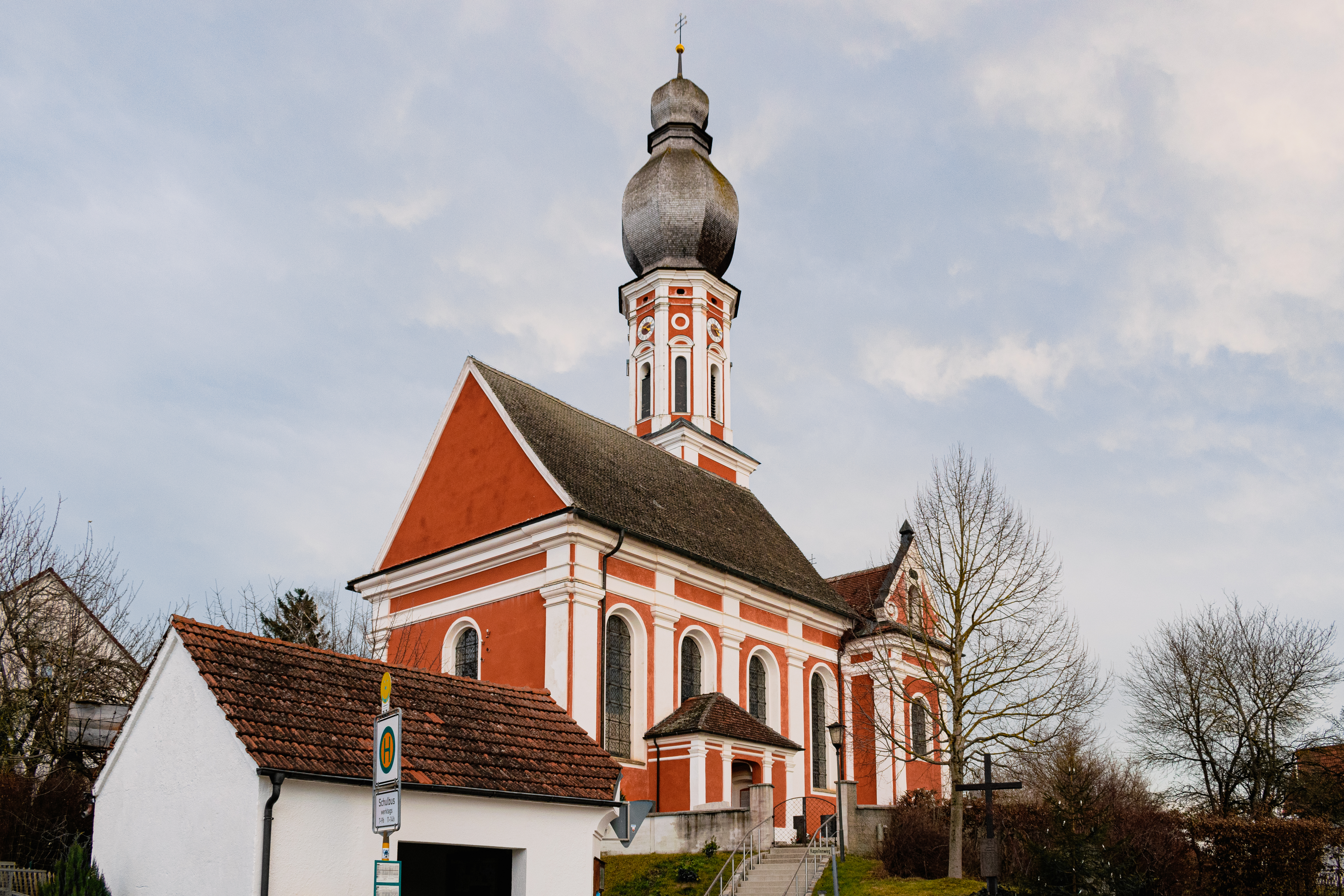
St. Martin in Hechenwang

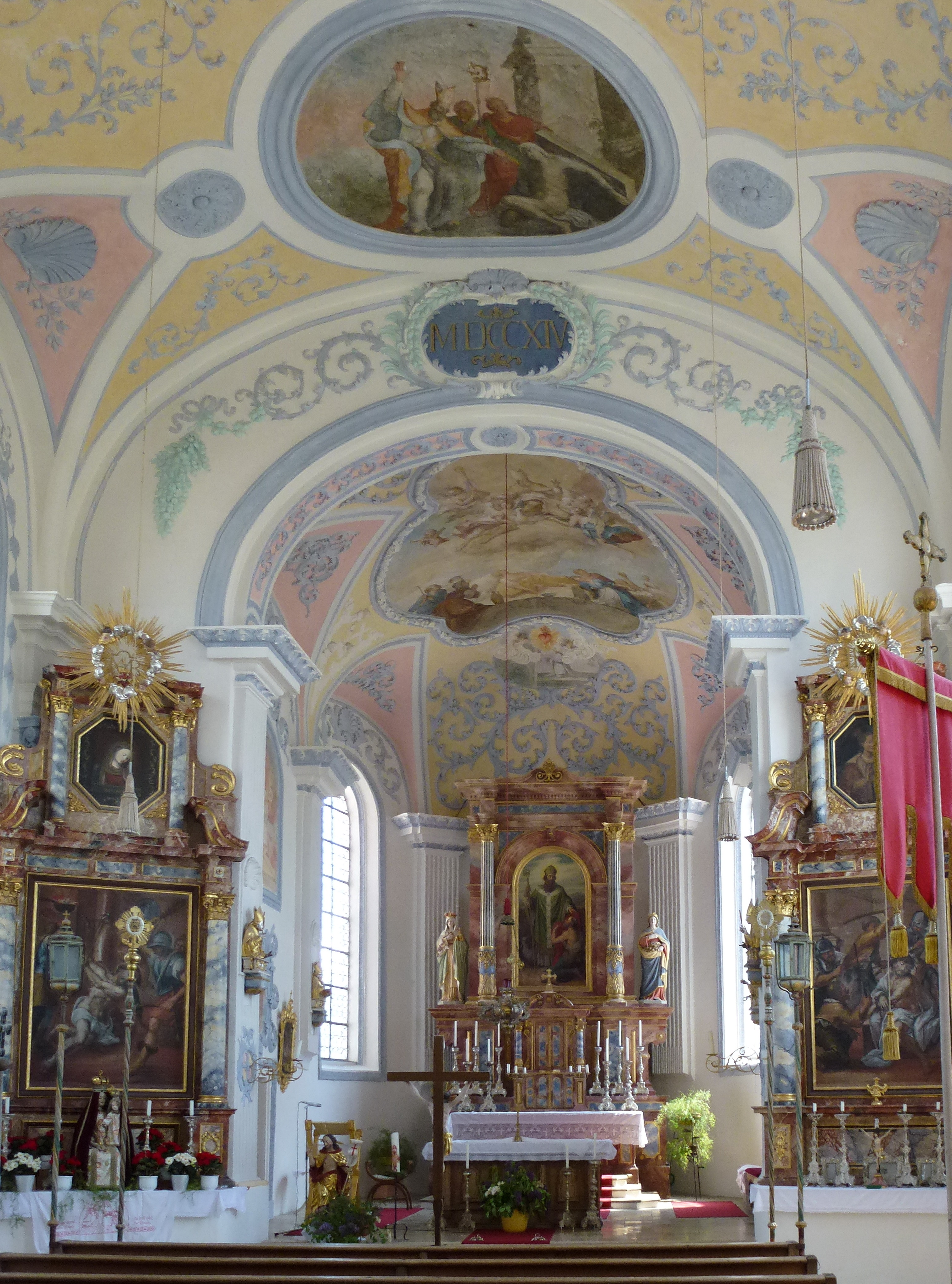
Innenraum

Die römisch-katholische Filialkirche St. Martin steht in Hechenwang, einem Gemeindeteil von Windach im oberbayerischen Landkreis Landsberg am Lech. Das Bauwerk ist in der Liste der Baudenkmäler in Windach als Baudenkmal unter der Nr. D-1-81-146-16 eingetragen. Die Kirche gehört zum Dekanat Landsberg des Bistums Augsburg.

## Beschreibung
Die Saalkirche wurde 1704 bis 1714 nach einem Entwurf von Joseph Schmuzer erbaut. Sie besteht aus dem Langhaus, dem eingezogenen, halbrund geschlossenen Chor im Osten, der Sakristei an der Südwand und dem Chorflankenturm auf quadratischem Grundriss an der Nordwand des Chors. Das achteckige Obergeschoss des Turms enthält den Glockenstuhl und die Turmuhr. Es ist mit einer 1973 nach alten Vorlagen erneuerten Welschen Haube bedeckt. 
Die um 1795 entstandenen Deckenmalereien im Innenraum des Chors werden Johann Baptist Anwander zugeschrieben. Eine um 1730 entstandene Ölberggruppe stammt von Johann Luidl. Die bewegliche Kirchenausstattung wurde 1875 an die Nikolauskirche in Dettenschwang verschenkt, die ihre Kirchenausstattung bei einem Brand verloren hatte. 

## Orgel

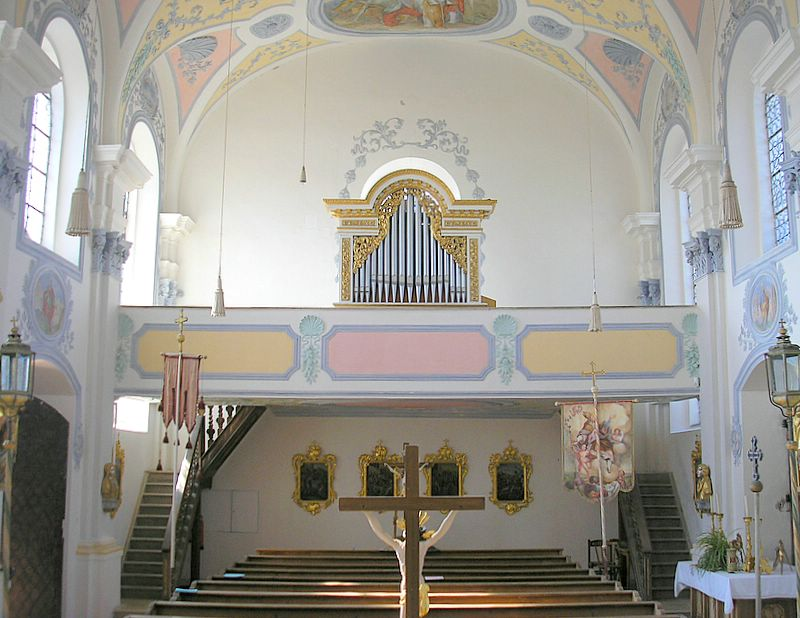
Die Offner-Orgel

Die seitenspielige, rein mechanische Schleifladen-Orgel mit acht Registern auf einem Manual und Pedal wurde im barocken Gehäuse der Vorgängerorgel aus dem Jahr 1690 von Max Anton Offner 1978 errichtet. Die Disposition lautet:
| Manual C–g3 |       |
| Principal   | 8′    |
| Gedeckt     | 8′    |
| Salicional  | 8′    |
| Octav       | 4′    |
| Flöte       | 4′    |
| Superoctav  | 2′    |
| Mixtur III  | 1 ⁄3′ |

| Pedal C–d1 |     |
| Subbaß     | 16′ |

- Koppeln: M/P